# حنا كرافشينكو
حنا كرافشينكو (بالأوكرانية: Ганна Сергіївна Кравченко)‏ هي مجدفة أوكرانية، ولدت في 25 يونيو 1986 في دنيبرو في أوكرانيا.

## وصلات خارجية
- حنا كرافشينكو على موقع الاتحاد الدولي للتجديف (الإنجليزية)
- حنا كرافشينكو على موقع أوليمبيديا (الإنجليزية)